# Красна Горка (Тегульдетський район)
Красна Го́рка (рос. Красная Горка) — присілок у складі Тегульдетського району Томської області, Росія. Входить до складу Берегаєвського сільського поселення.

## Населення
Населення — 238 осіб (2010; 320 у 2002).
Національний склад (станом на 2002 рік):
- росіяни — 82 %